# Mónica Villa

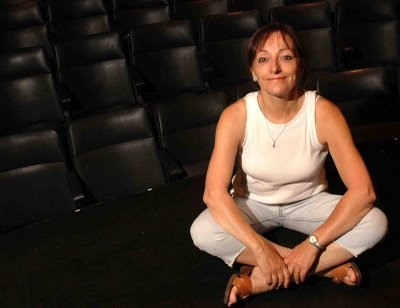
Mónica Villa 2013

Mónica Villa (geboren am 16. Dezember 1954 in Buenos Aires, Argentinien) ist eine argentinische Film- und Theaterschauspielerin.

## Leben
Ihr Vater war ein Seemann. Sie wuchs in Villa Urquiza auf. Sie begann in den 1970er Jahren als Theaterschauspielerin. Ihr TV-Debüt gab sie 1981 in der TV-Serie "Los especiales de ATC". Der Durchbruch als Filmschauspielerin gelang ihr 1985 mit Esperando la carroza von Alejandro Doria. 1985 wurde sie auf dem Festival de Cine Iberoamericano in Huelva für ihre Leistungen in diesem Film als beste Schauspielerin ausgezeichnet. 1998 schrieb sie gemeinsam mit Silvia Kanter das Theaterstück Rarem bicho raro. 2002 wurde sie mit dem argentinischen Schauspielerpreis "ACE de Oro" als beste Darstellerin einer Komödie für ihre Leistungen im Theaterstück Ojos traidores ausgezeichnet. Im Jahr 2011 schloss sie als erste Argentinierin einen Postgraduierten-Master an der UBA in argentinischem und lateinamerikanischem Theater ab. 2015 wurde Villa mit dem "Premio Estrella de Mar" für ihre Leistungen im Theaterstück "La Nona" ausgezeichnet.
Mónica Villa ist Mutter eines Sohnes.

## Filmografie
- 1981–1982: Los especiales de ATC (Fernsehserie, 4 Folgen)
- 1983: El desquite
- 1984: Darse cuenta
- 1984: Historia de un trepador (Fernsehserie, 29 Folgen)
- 1985: Esperando la carroza
- 1985: Tacos altos
- 1986: Correccional de mujeres
- 1987: Sofia
- 1988: No va más (la vida nos separa) (Fernsehserie, 19 Folgen)
- 1990: La pensión de la Porota (Fernsehserie, 3 Folgen)
- 1991: Atreverse (Fernsehserie, 4 Folgen)
- 1992: Sex a pilas (Fernsehserie, 3 Folgen)
- 1993: De eso no se habla
- 1993: Esperando la carroza (Miniserie, 9 Folgen)
- 1993: Casi todo, casi nada (Fernsehserie, 29 Folgen)
- 1994: La Piñata (Fernsehserie, 9 Folgen)
- 1998: Chiquititas (Fernsehserie, 1 Folge)
- 1998: Corazón iluminado
- 1996–1998: Los especiales de Doria (Fernsehserie, 4 Folgen)
- 2001: Los médicos (de hoy) (Fernsehserie, 19 Folgen)
- 2002: Kachorra (Fernsehserie, 1 Folge)
- 2002: Tumberos (Miniserie, 7 Folgen)
- 2002: Contrafuego (Fernsehserie, 3 Folgen)
- 2003: Los simuladores (Fernsehserie, 1 Folge)
- 2004: La niña santa – Das heilige Mädchen
- 2004: Culpable de este amor (Fernsehserie, 3 Folgen)
- 2005: Numeral 15 (Miniserie, 1 Folge)
- 2005: Sin crédito (Miniserie, 19 Folgen)
- 2005–2006: Mujeres asesinas (Miniserie, 3 Folgen)
- 2005–2006: Se dice amor (Fernsehserie, 2 Folge)
- 2006: Bendita vida (Fernsehserie, 3 Folgen)
- 2007: Lalola (Fernsehserie, 1 Folge)
- 2009: Esperando la carroza 2: Se acabó la fiesta
- 2009: Toda la gente sola
- 2010: Miss Tacuarembó
- 2010: Malparida (Fernsehserie, 173 Folgen)
- 2014: La celebración (Miniserie, 1 Folge)
- 2014: Wild Tales – Jeder dreht mal durch!
- 2016: Postponed (Kurzfilm)
- 2021: Una tumba para tres
- 2021: El cuento del tío
- 2023: Crónicas de una Santa Errante
- 2023: No Corre el Viento
- 2023: La extorsión
- 2023: Partida